# Jean Dugoulon
Jean Dugoulon, ou Desgoulon ou Degoulon, mort en 1687 , est un sculpteur parisien de la seconde moitié du XVIIe siècle.

## Biographie
Dugoulon faisait partie de l’Académie de Saint-Luc, dont il avait été nommé membre 20 mai 1671. En 1677-1678, il se trouvait à Angoulême, où il résida environ deux ans. Le 24 mai 1679, il passa un marché dans cette ville par lequel il s’engagea à sculpter, moyennant 400 livres, un retable en pierre destiné à l’autel des Trois-Maries, dans la cathédrale, travail dans lequel il fut aidé par le sculpteur de Limoges, François Claude, qui se chargea d’exécuter la partie décorative de ce monument. De retour à Paris en 1684, il exécuta huit chapiteaux et un vase de marbre orné de têtes de béliers, placé près de la fontaine du Point du Jour dans le Parterre d’Eau du Parc de Versailles,.
Vers la même époque, Jean Dugoulon travailla au château de Saint-Germain-en-Laye et sculpta un groupe d’enfants pour le petit parc de Versailles ; il fut occupé aussi à la Colonnade. Contrairement à l’indication donnée dans l’Inventaire des richesses d’art de la France, il n’est pas l’auteur des stalles de Notre-Dame de Paris, mais encore son homonyme Jules, puisque ces stalles furent exécutées à partir de 1699 et que Jean mourut en 1687, comme le prouve la mention suivante tirée des comptes des bâtiments du roi à la date du 24 août 1687 : « A Raon, sculpteur, à compte d’un modèle commencé par feu de Goullon pour un terme de marbre représentant Bacchus ».

## Sources
- Stanislas Lami, Dictionnaire des sculpteurs de l’école française sous le règne de Louis XIV, Paris, Honoré Champion, 1906, 504 p. (lire en ligne), p. 169-70.